# 北条宗頼
北条 宗頼（ほうじょう むねより）は、鎌倉時代中期の武将。北条氏得宗家の一門。父は鎌倉幕府5代執権北条時頼。8代執権北条時宗の異母弟にあたる。

## 概略
『桓武平氏系図』など、史料、系図によっては宗顕という名前で記載されているが、後世の宗頼に言及した文献は概ね「宗頼」の表記を採用しており、「宗顕」は別名、という扱いになっている。兄弟の序列では嫡子時宗、同腹宗政、庶兄時輔に継いで4番目の地位にあった。
鶴岡八幡宮の参詣や方違など、将軍の外出行事において供奉人を務めることが多かった。1261年(文応2年、弘長元年)、極楽寺邸で笠懸が催された際には、その射手を担当、宗尊親王が更迭されて京都に帰還する際にも供奉を務め、将軍を京都へ送り届けた。
宗頼は幕政の中枢で活躍する引付衆や評定衆には選任されず、遠国の守護として派遣され活躍した。蒙古襲来にあたり、文永の役後の建治2年（1276年）正月、異国警固のため宗頼は長門・周防守護に任命され、九州へ赴いた。得宗の近親者が直接守護管国に赴任するというのは前例がなく、この人事が後の両国守護兼帯への下地になった。蒙古との合戦において、九州と共に最前線となる防長の防備を重視した時宗は、自分の代理、分身として宗頼を派遣したとされる。庶子でありながら庶兄時輔と違い宗頼と時宗の関係は良好で、時宗から宗頼は信頼されていた。
所領には肥後国の阿蘇社などが見られる。阿蘇文書によれば、阿蘇社殿の造営に宗頼は積極的に関与し、造営を推進したという。守護として地元御家人の異国警固や所領問題の採決など九州の行政を行っていたが、弘安の役の2年前の弘安2年（1279年）6月に長門国で没した。
大休正念の語録の中で、時宗が宗頼の三年忌供養を営んだことが言及されているため、兄時宗同様正念に帰依していたと考えられている。
子の兼時は初代鎮西探題となり、時宗の猶子となった宗方は嘉元の乱で殺害されている。